# Éric Holder
Éric Holder (Rijsel, 5 april 1960 – Queyrac, 23 januari 2019) was een Frans schrijver van romans.

## Biografie
Éric Holder werd in 1960 geboren als een van de vier kinderen in een gezin dat behoorde tot de grande bourgeoisie van Calais. In mei 1968 gaf zijn vader zijn werk op als functionaris bij een verzekeringsmaatschappij en zijn ouders besloten met de familie een nieuw leven te beginnen in het Zuid-Franse Ramatuelle in de Provence. Holder werkte er onder andere tot zijn achttiende in nachtclubs in Saint-Tropez. Hij begon al op jonge leeftijd met schrijven en leverde in 1976 zijn eerst manuscript af dat geweigerd werd door André Bay (des éditions Stock) maar die hem aanmoedigde verder te schrijven. Na het behalen van zijn baccalaureaat in 1979, studeerde hij Chinees aan de universiteit van Aix-en-Provence en werkte een tijdje als ziekenverzorger. In 1980 verhuisde Holder naar Parijs, waar hij verschillende jobs had. In 1985 publiceerde Holder zijn eerste roman Manfred ou l’hésitation.
Vervolgens verhuisde Holder naar het gehucht Thiercelieux in de regio Brie waar hij op een boerderij la maison bleue woonde. De schrijver woonde sinds 2005 in de Médoc.
Holder won verscheidene literaire prijzen in Frankrijk, de Prix littéraire de la vocation (1989), de Prix Fénéon (1989), de Prix Thyde Monnier (1989), de Prix Novembre (1994), de Prix Roger Nimier (1996), en de Prix Service Littéraire (2008). Enkele van zijn romans werden ook verfilmd.

## Verfilmingen
In 2009 werden twee romans van Holder verfilmd, Mademoiselle Chambon en L'Homme de chevet, waarna beide romans heruitgebracht werden. In 2012 werd Bienvenue parmi nous verfilmd.
- Bibsys: 97026495
- Bibliothèque nationale de France: cb12016853w (data)
- Catàleg d'autoritats de noms i títols de Catalunya: 981058517293206706
- CiNii: DA10528563
- Gemeinsame Normdatei: 121338789
- International Standard Name Identifier: 0000 0000 8219 0557
- Library of Congress Control Number: n87900393
- Nationale Bibliotheek van Letland: 000023362
- Nationale Bibliotheek van Tsjechië: mub20181010747
- Nationale Bibliotheek van Israël: 987007452542505171
- Nationale en Universitaire bibliotheek Zagreb: 000350439
- Nederlandse Thesaurus van Auteursnamen: 120230623
- Réseau des bibliothèques de Suisse occidentale: 02-A003379093
- Système universitaire de documentation: 028305264
- Virtual International Authority File: 274360608
- WorldCat: E39PBJqbfX8bPWBXHb4qDc6R8C